# سبيل سيدي عبد السلام

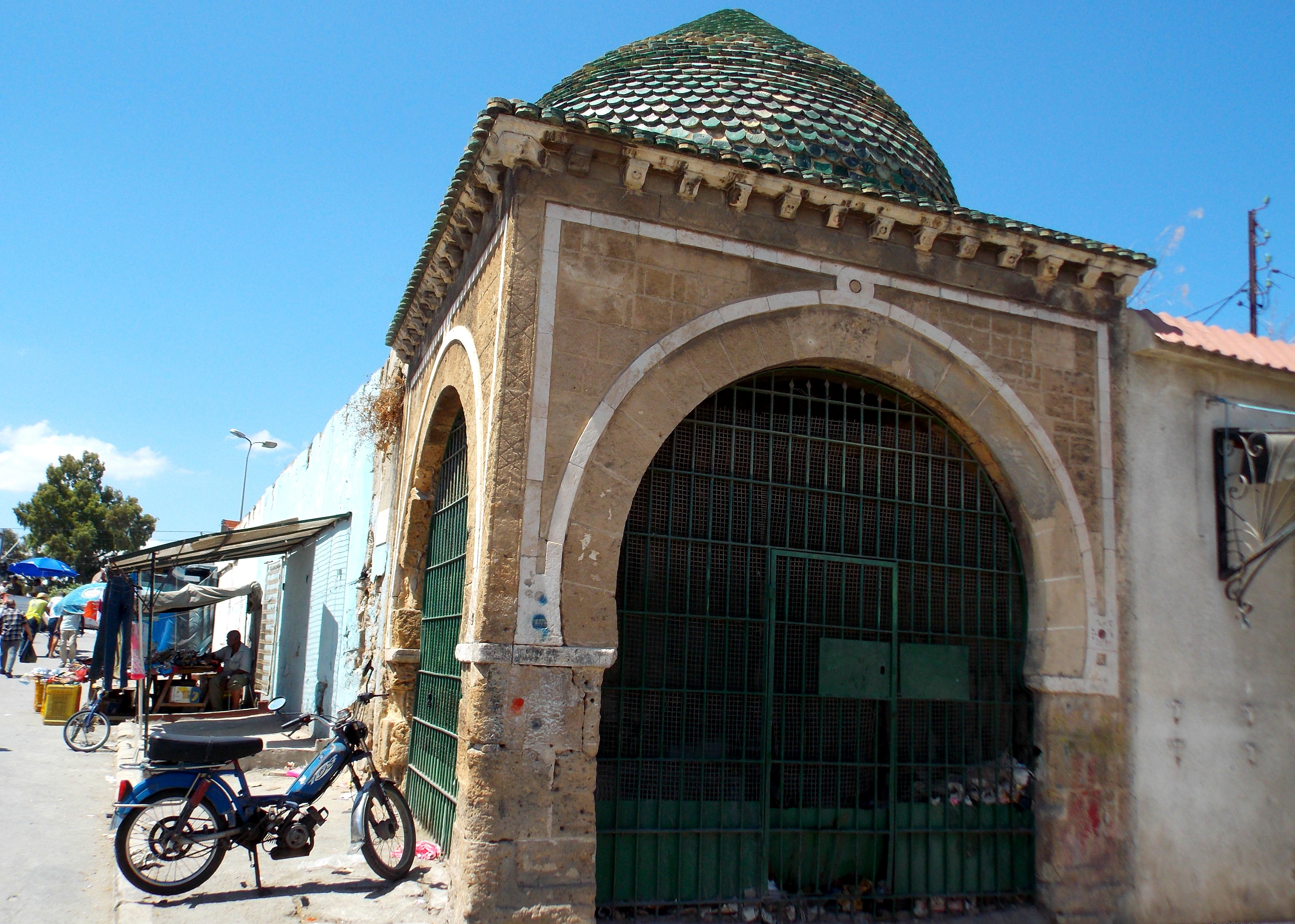
صورة السبيل

سبيل سيدي عبد السلام هو سبيل أو حنفية ماء عمومية. يوجد هذا السبيل بقرب باب سيدي عبد السلام أحد أبواب المدينة. توجد هذه الحنفية ضمن بناء صغير تعلوه قبة.  

## تاريخه

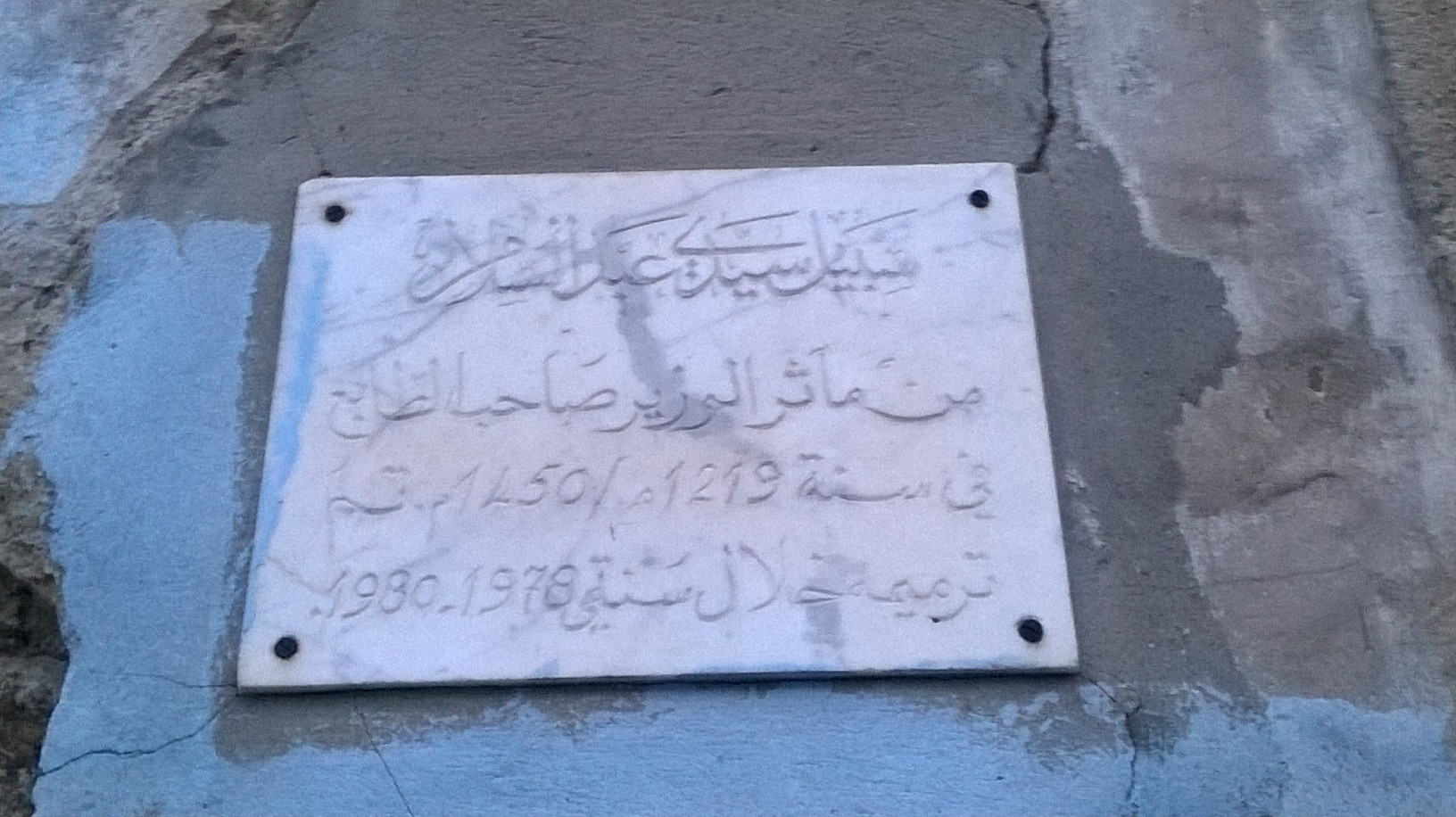
لوحة جدارية تبين تاريخ بناء وترميم المعلم

هذا السبيل والباب المجاور يحملان نفس الاسم نسبة إلى الولي الصالح سيدي عبد السلام الأسمر و هو عالم مسلم من أصول ليبية. 
بني هذا السبيل في بداية القرن التاسع عشر في فترة حكم الوزير يوسف صاحب الطابع. أصبح معلما مسجلا بمقتضى أمر مؤرخ في 3 مارس 1915. و تم ترميمه بين 1978 و 1980. 